# تسامح

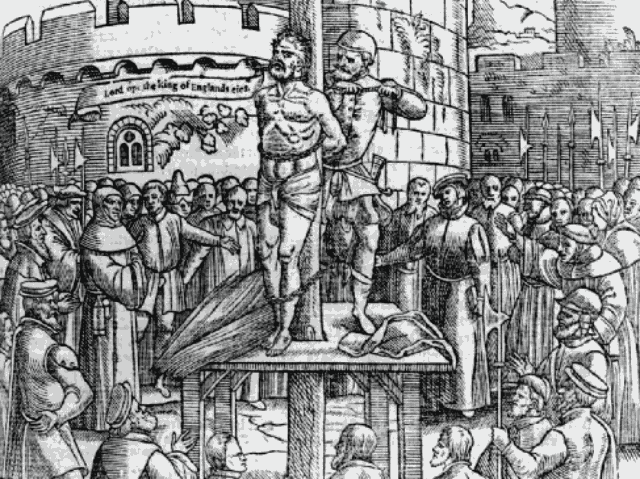
صورة لرسم خشبي لويليام تندال، أول من ترجم الكتاب المقدس قبل حرقه على الخازوق، مأخوذة من الطبعة الأولى لكتاب "الشهداء" للمؤلف جون فوكس.

يوجد في مجتمعنا هذا الكثير من المشاكل بين افراد المجتمع والتى قد يكون سببها الفتنة والنميمة والحقد بين الفراد وحلها واحد وهو التسامح يعتبر التسامح والتساهل الفكري من المصطلحات التي تُستخدم في السياقات الاجتماعية والثقافية والدينية لوصف مواقف واتجاهات تتسم بالتسامح (أو الاحترام المتواضع) أو غير المبالغ فيه لممارسات وأفعال أو أفراد نبذتهم الغالبية العظمى من المجتمع. ومن الناحية العملية، يعبر لفظ «التسامح» عن دعم تلك الممارسات والأفعال التي تحظر التمييزالعرقي والديني. وعلى عكس التسامح، يمكن استخدام مصطلح «التعصب» للتعبير عن الممارسات والأفعال القائمة على التمييز العرقي والديني الذي يتم حظره. وعلى الرغم من ابتكار مصطلحي «التسامح» و«التساهل الفكري» للتعبير في المقام الأول عن التسامح الديني مع طوائف الأقليات الدينية عقب الإصلاح البروتستانتي، فقد شاع استخدامهما بشكل متزايد للإشارة إلى قطاع أكبر من الممارسات والجماعات التي تم التسامح معها أو الأحزاب السياسية أو الأفكار التي تم اعتناقها على نطاق واسع.
ويعتبر مفهوم التسامح واحدًا من المفاهيم المثيرة للجدل. ولعل من أسباب ذلك أنه لا يعمل على الارتقاء بمستوى المبادئ أو الأخلاقيات الفعلية على غرار ما يحدث في المفاهيم الأخرى (المتمثلة في الاحترام والحب والمعاملة بالمثل). ويرى النقاد الليبراليون أنه من غير اللائق أن يتم اعتبار السلوكيات أو العادات التي نظهر التسامح معها شذوذ أو انحراف عن المعايير السائدة أو يكون لدى السلطات الحق في أن تفرض عقوبة على ذلك. والأفضل من وجهة نظر هؤلاء النقاد هو التأكيد على بعض المفاهيم الأخرى مثل التحضر أو المدنية والتعددية أو الاحترام.بينما يعتبر النقاد الآخرون أن التسامح في مفهومه المحدود يعد أكثر نفعًا؛ حيث إنه لا يحتاج إلى أي تعبير زائف يجيز التعصب ضد جماعات أو ممارسات وأفعال رفضها المجتمع في الأساس.
ومن الناحية العملية، كانت الحكومات تحدد أي الجماعات والممارسات سيكون موضع اضطهاد وأيًا منها ستتسامح معه. وقديمًا كانت مراسيم أشوكا التي أصدرها الإمبراطور أشوكا العظيم حاكم امبراطورية ماوريا، تدعو إلى التسامح العرقي والديني. وفي عهد الإمبراطورية الرومانية التي توسعت رقعتها فيما بعد، أُثيرت تساؤلات حول الأسلوب الذي ستنتهجه مع بعض الممارسات أو المعتقدات المعارضة لها، هل ستتسامح معها أم تضطهدها بشدة، وإلى أي مدى؟ وبالمثل، فإنه في العصور الوسطى، كان حكام أوروبا المسيحية أو حكام الشرق الأوسط المسلم يقومون في بعض الأحيان بتوسيع حدود التسامح لكي تشمل طوائف الأقليات الدينية وفي أحيان أخرى لا يقومون بتوسيعها إذا كانت هي نفسها متعصبة.من ناحية أخرى، عاني اليهود على وجه التحديد من وطأة الاضطهادات المعادية للسامية والتي سادت أوروبا خلال القرون الوسطى. لكن بولندا شكلت استثناءً ملحوظًا من دول أوروبا الوسطى؛ حيث كانت الملاذ بالنسبة ليهود أوروبا نظرًا لروح التسامح النسبي التي سادت أرجائها - ومع حلول منتصف القرن السادس عشر - كان 80% من اليهود يعيشون فيها.
وكان باول لودكويك من أوائل المناصرين لسياسة التسامح، وهو الذي دافع عن حقوق الأمم الوثنية أمام مجلس كونستانس «أحد المجالس المسكونية التابعة للكنيسة الرومانية الكاثوليكية». وبالرغم مما سبق، لم تبدأ أية محاولة لوضع كيان لنظرية حول التسامح إلا في القرنين السادس عشر والسابع عشر، وذلك في استجابة لحركة الإصلاح البروتستانتي وحروب الأديان والاضطهادات التي أعقبت الانتقادات التي وُجهت إلىالكنيسة الكاثوليكية والتي أثارها مارتن لوثر وأورليتش زوينجلي (Huldrych Zwingli) وغيرهم. وكرد فعل لنظرية الاضطهاد التي كانت تهدف إلى تبرير أسباب اندلاع حروب الأديان وإعدام الأفراد المدانين بتهم الهرطقة أو الزندقة والسحر، تشكك عدد من الكتاب أمثال سيباستيان كاستيلو وميشيل دي مونتين في مسألة البُعد الأخلاقي للاضطهاد الديني، وعرضوا مناقشات حول فكرة التسامح.أما بالنسبة لبولندا، التي قدمت نموذجًا فريدًا للتسامح وتعدد الأديان وعدم التمييز العرقي، فقد أكدت رسميًا على مكانتها «كمأوى للهراطقة» (المنشقون عن عقيدة ما) وذلك في حلف وارسو الذي أصدر أول قانون للتسامح الديني في أوروبا عام 1573.
وقد صدرت مجموعة تفصيلية ومؤثرة من الكتابات التي دارت حول التسامح في بريطانيا خلال القرن السابع عشر وفي أثناء وعقب الحروب الأهلية الإنجليزية المدمرة. وقد أثار جون ميلتون ومجموعة من أعضاء البرلمان الراديكاليين أمثال جيرارد وينستانلي جدالاً حول ضرورة حماية الديانتين المسيحية واليهودية، وحدث ذلك في أثناء تلك الفترة التي سمح فيها أوليفر كرومويل بعودة اليهود إلى إنجلترا. علاوة على ذلك، اقترح جون لوك في كتابيه «رسالة في التسامح» و«رسالتين في الحكم»، نظرية أكثر تفصيلاً وتنظيمًا لفكرة التسامح؛ اشتملت على مبدأ الفصل بين الكنيسة والدولة والذي شكل حجر الأساس لمبادئ الديمقراطية الدستورية المستقبلية.وكان قانون التسامح البريطاني لعام 1689 الحصاد السياسي للجهود المبذولة من قبل واضعي النظريات حول فكرة التسامح في القرن السابع عشر كما كان هذا القانون أيضًا ضرورة سياسية أفسحت المجال لتطور تاريخ التسامح الذي ساهم بدوره في تحقيق مزيد من الاستقرار السياسي في الجزر البريطانية، هذا على الرغم من النطاق المحدود الذي كفله هذا القانون للتسامح. هذا وقد شارك فلاسفة وكتاب عصر التنوير، وعلى رأسهم فولتير وليسينج، في تعزيز وتطوير فكرة التسامح الديني على نطاق أوسع لكن، جهودهم في هذا الصدد لم تكن كافية لوقف الأعمال الوحشية التي انتشرت في عهد الإرهاب.علاوة على ذلك، حققت محاولات توماس جيفرسون وغيره من المفكرين لإدراج نظريات لوك الخاصة بالتسامح في دستور الولايات المتحدة الأمريكية نجاحًا مثيرًا للجدل.
المهم ان التسامح صفة غير معروفة دوليا يمكن التحدث بأكثر من لغة عن طريق الربط بالعفو والمحبة كذلك قيل أن الأحمق لن يصبح ذكيا حتى ولو حاول ألف مرة.

## أنواع التسامح وأهم المظاهر المرتبطة به
| أنواع التسامح           | مظاهره                                                                      |
| ----------------------- | --------------------------------------------------------------------------- |
| التسامح الديني          | التعايش بين الأديان وحرية ممارسة الشعائر الدينية مع التخلي عن التعصب الديني |
| التسامح الفكري والثقافي | عدم التعصب للأفكار واحترام أدب الحوار والتخاطب                              |
| التسامح السياسي         | يقتضي نهج مبدأ الديموقراطية وضمان الحريات السياسية الفردية منها والجماعية.  |
| التسامح العرقي          | تقبل الآخر رغم اختلاف لونه أو عرقه ونبذ التمييز العنصري.                    |

## التسامح وعقيدة التوحيد
هناك نظرية واحدة حول أصول التعصب الديني قدمها سيجموند فرويد في كتابه «موسى والتوحيد»، وهي تربط بين فكرة التعصب وعقيدة التوحيد. وفي الآونة الأخيرة، أثار كل من بيرنارد لويس ومارك كوهين جدالاً يزعم أن الفهم الحديث للتسامح ـ والذي يشمل مفاهيم الهوية القومية والتساوي في حقوق المواطنة بالنسبة للأفراد الذين ينتمون إلى ديانات مختلفة ـ لم يكن ذا قيمة من وجهة نظر المسيحيين في الفترة التي سبقت العصر الحديث وذلك نظرًا للمعاني التي تنطوي عليها عقيدة التوحيد. ويوضح المؤرخ جيفري رودولف إلتون أنه في الفترات التي سبقت العصر الحديث، كان الموحدون يرون أن مبدأ التسامح مع المعتقدات الأخرى علامة من علامات الجحود وضعف الإيمان بالله.هذا وتمثل التعريف التقليدي الذي وضعه ببيرنارد لويس لمصطلح التسامح في الفترة التي سبقت العصر الحديث في الآتي:
| تسامح | I am in charge. I will allow you some though not all of the rights and privileges that I enjoy, provided that you behave yourself according to rules that I will lay down and enforce." | تسامح |

يوضح مارك كوهين أن جميع الديانات ـ القائمة على عقيدة التوحيد والتي كانت لها نفوذ في الحكم على مر التاريخ ـ كانت ترى أنه سيكون من المناسب، إذا لم يكن إلزاميًا، اضطهاد العقائد المنشقة عنها. ومن هنا، ينتهي كوهين إلى أن الإسلام والمسيحيةعندما كانت لهم النفوذ في الحكم خلال القرون الوسطى كان ينبغي لهما اضطهاد الجماعات المنشقة التي تعيش على أراضيهم. هذا علاوة على أن الديانة اليهودية، التي استمر نفوذها في الحكم لفترة وجيزة أثناء فترة حكم الحزمونيين (وذلك في القرن الثاني قبل الميلاد)، كان يُفترض بها أيضًا اضطهاد الأيدوميين الوثنيين. ويستطرد كوهين قائلاً: "ومع ذلك، أشارت الأدلة التاريخية في النهاية إلى أن اليهود في المجتمعات الإسلامية، لاسيما خلال عصر الإصلاح والعصر الكلاسيكي (وحتى القرن الثالث عشر) عانوا من الاضطهاد على نحو أقل بكثير من اليهود في المسيحية.

## التسامح مع المتعصبين
أكد الفيلسوف كارل بوبر في كتابه الذي جاء تحت عنوان "المجتمع المفتوح وأعدائه" أننا نمتلك الأسباب التي تدفعنا إلى رفض التسامح مع المتعصبين موضحًا أن هناك حدودًا للتسامح.
والسؤال الذي يطرح نفسه على وجه التحديد، هل ينبغي للمجتمع القائم على التسامح أن يجيز فكرة التعصب؟ وماذا لو كان التسامح عن الفعل «أ» سيدمر المجتمع؟ في هذه الحالة، ربما يؤدي التسامح عن الفعل «أ» إلى إفراز نظام فكر جديد يؤدي بدوره إلى التعصب ضد أفكار أية مؤسسة حيوية ولتكن «ب» مثلاً. حقًا، من الصعب تحقيق التوازن في هذا الصدد؛ فالمجتمعات لا تتفق مطلقًا على التفاصيل، كما أن الجماعات المختلفة في المجتمع الواحد غالبًا ما تفشل في الاتفاق على رأي واحد. علاوة على ذلك، تنظر بعض الدول إلى القمع الحالي للنازية في ألمانيا باعتباره شكلاً من أشكال التعصب، بينما تعد النازية في ألمانيا نفسها خير مثال على التعصب الشديد.
ويخصص الفيلسوف جون راولز جزءًا من كتابه المؤثر والمثير للجدل والذي جاء تحت عنوان «نظرية العدالة» للبحث في مشكلة ما إذا كان ينبغي للمجتمع القائم على العدل أن يتسامح مع المتعصب أم لا. كما يعرض أيضًا لإحدى المشكلات ذات الصلة وهي أحقية الفرد المتعصب، في أي مجتمع، في التقدم بشكوى إذا لم تتم مسامحته من عدمها.
ويخلص راولز إلى أن المجتمع القائم على العدل يجب أن يكون متسامحًا وبناءً عليه يجب التسامح مع المتعصب وإلا سيتحول المجتمع في هذه الحالة إلى مجتمع متعصب وغير عادل. ويخفف راولز من وطأة هذا الأمر بتأكيده على أن المجتمع ومؤسساته الاجتماعية لديهم الحق في انتهاج مبدأ تأمين الحماية لأنفسهم ـ الأمر الذي يعتبر بديلاً عن مبدأ التسامح.ومن ثم، يجب التسامح مع المتعصبين ولكن بقدر معين من التحفظ الذي لا يشكل أية خطورة على المجتمع القائم على التسامح ومؤسساته الاجتماعية.
وبالمثل، يضيف راولز قائلاً، في حين أن الجماعات المتعصبة قد تفقد حقها في التقدم بشكوى في حال لم تتم مسامحتها، فإن أفراد المجتمع يحق لهم، بل وربما يكون من واجبهم، التقدم بشكوى نيابة عنهم طالما أن المجتمع في حد ذاته في مأمن من هذه الزمرة المتعصبة. والاتحاد الأمريكي للحريات المدنية خير مثال على المؤسسات الاجتماعية التي تحمي حقوق المتعصبين؛ حيث إنه كثيرًا ما يكفل حرية الكلام للمنظمات المتعصبة مثل منظمة الـ"كوكلاكس كلان" Ku Klux Klan (وهي واحدة من المنظمات العنصرية التي كانت تقود حملة لإبادة الجنس الأسود في أمريكا الشمالية).

## وصلات خارجية
- Peace على مشروع الدليل المفتوح